# Provinz Fquih Ben Salah

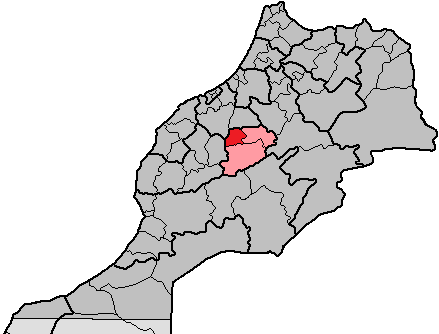
Provinz Fquih Ben Salah in der Region Tadla-Azilal

Die etwa 2594 km² große und ca. 475.000 Einwohner zählende Provinz Fquih Ben Salah (arabisch: إقليم الفقيه بن صالح) ist seit 2015 Teil der Region Béni Mellal-Khénifra (davor Tadla-Azilal) im Zentrum Marokkos. Die Hauptstadt der Provinz ist die gleichnamige Stadt Fkih Ben Salah.

## Geographie

### Lage
Die Provinz Fquih Ben Salah grenzt im Süden an die Provinz Azilal, im Westen an die Provinz El Kelaâ des Sraghna, im Nordwesten an die Provinz Settat, im Norden an die Provinz Khouribga und im Osten an die Provinz Béni Mellal. Die Großstädte Casablanca und Marrakesch befinden sich etwa 170 km nordwestlich bzw. 180 km südwestlich.

### Landschaft
Die Provinz Fquih Ben Salah liegt in der fruchtbaren und landwirtschaftlich intensiv genutzten Tadla-Ebene in einer durchschnittlichen Höhe von etwa 450 m.

### Klima
Die Tagestemperaturen liegen im Sommer zwischen 30 und 40 °C, im Winter bei etwa 20–25 °C. Nachts sinken sie je nach Jahreszeit und Bewölkung auf 5 bis 15 °C ab. Außerhalb der vier Wintermonate (November bis Februar) fällt kaum Niederschlag.

## Geschichte
Die Region hat zu keiner Zeit der marokkanischen Geschichte eine bedeutende Rolle gespielt – ihre Hauptstadt war bis ins frühe 20. Jahrhundert hinein nicht mehr als ein größerer Marktflecken, der jedoch in der Kolonialzeit, vor allem aber seit der Unabhängigkeit Marokkos durch Zuwanderung immer mehr anwuchs. Die Provinz Fquih Ben Salah entstand erst im Jahre 2009 durch Abspaltung von der Provinz Beni Mellal.

## Bevölkerung
Der überwiegende Teil der Bevölkerung der Stadt und der Provinz Fquih Ben Salah ist berberischen Ursprungs, doch im täglichen Umgang wird meist Marokkanisch-Arabisch gesprochen. Die Bevölkerung hat sich seit den 1970er Jahren mehr als verdoppelt, wobei der wesentliche Grund in der klimatisch und soziokulturell bedingten Landflucht liegt.

## Wirtschaft
Die meisten Bewohner der vom Tourismus unberührten Provinz arbeiten in der vom Getreide- und Olivenanbau sowie von Obst- und Gemüsekulturen dominierten Landwirtschaft – entweder als selbständige Kleinbauern oder als Tagelöhner in Großbetrieben. Daneben spielen Handwerk und Kleinhandel eine gewichtige Rolle im Wirtschaftsleben der Provinz. Viele Männer sind in die Metropolen im Nordwesten Marokkos abgewandert und schicken ihren Familien regelmäßig etwas Geld.

## Kommunen
Die in der Provinz als Selbstverwaltungskörperschaften der örtlichen Gemeinschaft liegenden Kommunen sind in der nachfolgenden Tabelle mit der Einwohnerzahl  dargestellt. Nur die ersten drei Kommunen sind als städtische Siedlungen (M = commune municipal) eingestuft; weitere Kommunen gelten als Landgemeinden (communes rurales) und bestehen aus einem Hauptort und einer Vielzahl von Dörfern. Die Schreibweise der Kommunen nach dem Recensement 2004 weicht in einigen Fällen von der Schreibweise im Décret no 2-09-320 du 11 juin 2009 fixant la liste des cercles, des caïdats et des communes urbaines et rurales ab. Eine abweichende Schreibweise im Dekret ist in Klammern angefügt.
| Gemeinde                              | Einwohner | Einwohner | Einwohner | Einwohner |
| Gemeinde                              | 1994      | 2004      | 2014      | 2024      |
| ------------------------------------- | --------- | --------- | --------- | --------- |
| Fkih Ben Salah (M)                    | 74.697    | 82.446    | 102.019   | 97.380    |
| Oulad Ayad (M) (Ouled Ayad)           | 18.958    | 21.466    | 23.818    | 24.564    |
| Souk Sebt Oulad Nemma (M)             | 40.339    | 51.049    | 60.076    | 60.293    |
| Bni Chegdale                          | 12.885    | 11.582    | 11.444    | 10.413    |
| Bni Oukil                             | 15.249    | 14.960    | 15.260    | 14.097    |
| Bradia                                | 35.416    | 36.307    | 40.685    | 37.064    |
| Dar Ould Zidouh                       | 26.885    | 27.615    | 31.170    | 30.114    |
| Had Boumoussa                         | 39.990    | 41.731    | 44.672    | 41.154    |
| Krifate                               | 32.336    | 34.103    | 29.214    | 28.601    |
| Oulad Bourahmoune (Ouled Bourahmoune) | 14.041    | 13.635    | 15.113    | 14.583    |
| Oulad Nacer (Ouled Nacer)             | 26.508    | 26.527    | 28.438    | 26.733    |
| Oulad Zmam (Ouled Zmam)               | 33.732    | 31.905    | 33.652    | 30.039    |
| Sidi Aissa Ben Ali                    | 21.970    | 22.697    | 25.563    | 24.503    |
| Sidi Hammadi                          | 14.109    | 14.535    | 14.227    | 12.981    |

## Sehenswürdigkeiten
In der gesamten Provinz gibt es weder landschaftlich noch kulturell interessante Sehenswürdigkeiten.